# Anopliomorpha
Anopliomorpha is een kevergeslacht uit de familie van de boktorren (Cerambycidae). De wetenschappelijke naam van het geslacht werd voor het eerst geldig gepubliceerd in 1936 door Linsley.

## Soorten
Anopliomorpha omvat de volgende soorten:
- Anopliomorpha antennata Chemsak & Noguera, 1993
- Anopliomorpha antillarum (Fisher, 1932)
- Anopliomorpha gracilis Chemsak & Noguera, 1993
- Anopliomorpha hirsutum (Linsley, 1935)
- Anopliomorpha reticolle (Bates, 1885)
- Anopliomorpha rinconium (Casey, 1924)